# Cheilotoma
Cheilotoma là một chi bọ cánh cứng trong họ Chrysomelidae.
Chi này được Chevrolat miêu tả khoa học năm 1837.

## Các loài
Các loài trong chi này gồm:
- Cheilotoma beldei Kasap, 1984
- Cheilotoma erythrostoma Faldermann, 1837
- Cheilotoma musciformis Goeze, 1777
- Cheilotoma voriseki Medvedev & Kantner, 2003